# Dick Tärnström
Dick Tärnström (ur. 20 stycznia 1975 w Sundbyberg) – szwedzki hokeista grający na pozycji obrońcy, reprezentant kraju, trener.

## Kariera
Dick Tärnström karierę sportową rozpoczął w 1990 roku w juniorskich drużynach AIK, w którym do 1992 roku grał w drużynach U-18 i U-20. Następnie przeszedł do występującej w Elitserien seniorskiej drużyny klubu, z którym w sezonie 1992/1993 spadł do HockeyAllsvenskan, w którym w sezonie 1993/1994 awansował do Elitserien.
W 1994 roku został wybrany przez władze klubu ligi NHL, New York Islanders w drafcie NHL w 11. rundzie z numerem 272, a w 2001 roku został zawodnikiem drużyny Wyspiarzy, w którym w tym czasie jednym z zawodników był Mariusz Czerkawski. Po przegranej przez New York Islanders rywalizacji w pierwszej rundzie fazy play-off 4:3 z Toronto Maple Leafs przez resztę sezonu 2001/2002 grał w klubie farmerskim New York Islanders, w występującym w lidze AHL Bridgeport Sound Tigers.
Następnie został zawodnikiem Pittsburgh Penguins, w którym w sezonie 2003/2004 zdobywając 52 punkty (16 goli, 36 asyst) w 80 meczach jako pierwszy i do tej pory jedyny obrońca w historii klubu został jego najlepszym punktującym w danym sezonie. W trakcie sezonu 2003/2004 zawodnikiem drużyny Pingwinów został Ric Jackman, z którym tworzył dobry duet obrońców pn. Rick and Dick Show w powerplay. W 2010 roku został wybrany przez dziennik pn. Pittsburgh Post-Gazette do Drużyny Roku Pittsburgh Penguins Dekady (lata 2000–2009).
26 stycznia 2006 roku na własną prośbę został wymieniony przez Pittsburgh Penguins z Edmonton Oilers w zamian za Cory'ego Crossa i Jani Ritę. Był ważnym zawodnikiem drużyny Nafciarzy, z którą w sezonie 2005/2006 awansował do finału Pucharu Stanleya, w którym przegrał rywalizację 4:3 z Carolina Hurricanes.
W sezonie 2006/2007 reprezentował barwy występującego w szwajcarskiej National League HC Lugano, po czym wrócił do ligi NHL, ponownie zostając 1 lipca 2007 roku kontrakt z Edmonton Oilers. 1 lutego 2008 roku został zawodnikiem Columbus Blue Jackets, które wymieniło z Edmonton Oilers z Curtisem Glencrossem.
Po sezonie 2008/2009 powrócił do AIK, który występował wówczas w rozgrywkach HockeyAllsvenskan. W sezonie 2009/2010 awansował z klubem do Elitserien. 18 stycznia 2013 roku ogłosił zakończenie kariery sportowej z powodu dyskopatii.

## Kariera reprezentacyjna
Dick Tärnström w latach 1990–1995 był wielokrotnym młodzieżowych reprezentacji Szwecji: w 1990 roku w drużynie U-16 rozegrał 3 mecze, w 1991 roku w drużynie U-17 rozegrał 3 mecze, w latach 1992–1993 w drużynie U-18 rozegrał 15 meczów, w których zdobył 7 punktów (3 gole, 4 asysty) oraz spędził 4 minuty na ławce kar oraz zdobył w Polsce mistrzostwo Europy juniorów 1993, w 1993 roku w drużynie U-19 rozegrał 3 mecze, w których zdobył 1 gola, w latach 1993–1995 w drużynie U-20 rozegrał 25 meczów, w których zdobył 13 punktów (9 gole, 4 asysty) oraz spędził 8 minuty na ławce kar, a także wystąpił w dwóch turniejach o mistrzostwo świata juniorów (1994 – wicemistrzostwo świata juniorów, 1995 – 3. miejsce). W latach 1996–1997 w reprezentacji Szwecji B rozegrał 9 meczów, w których zdobył 2 punkty (1 gol, 1 asysta).
W latach 1998–2009 w seniorskiej reprezentacji Szwecji rozegrał 101 meczów, w których zdobył 40 punktów (12 goli, 28 asyst) oraz spędził 88 minut na ławce kar. Wystąpił w czterech turniejach o mistrzostwo świata (2003 – wicemistrzostwo świata, 2004 – wicemistrzostwo świata, najlepszy obrońca turnieju, 2007, 2009 – 3. miejsce), a także wystąpił w Pucharze Świata 2004, w którym 7 września 2004 roku na Ericsson Globe w Sztokholmie drużyna Trzech Koron przegrała 6:1 z reprezentacją Czech.

## Kariera trenerska
Dick Tärnström po zakończeniu kariery sportowej rozpoczął karierę trenerską. W latach 2018–2021 był opiekunem młodzieży w AIK Ishockey, a od 2021 roku jest trenerem ds. rozwoju AIK Ishockey U-20.

## Statystyki

### Klubowe
| 1992/1993       | AIK                     | SEL             | 2   | 0  | 0   | 0   | 0   | —  | — | —  | —  | —  |
| 1992/1993       | AIK                     | Allsv           | 15  | 0  | 5   | 5   | 14  | 2  | 0 | 0  | 0  | 0  |
| 1993/1994       | AIK                     | Div.1           | 33  | 1  | 4   | 5   | 26  | —  | — | —  | —  | —  |
| 1994/1995       | AIK                     | SEL             | 37  | 8  | 4   | 12  | 26  | —  | — | —  | —  | —  |
| 1995/1996       | AIK                     | SEL             | 40  | 0  | 5   | 5   | 32  | —  | — | —  | —  | —  |
| 1996/1997       | AIK                     | SEL             | 49  | 5  | 3   | 8   | 38  | 7  | 0 | 1  | 1  | 6  |
| 1997/1998       | AIK                     | SEL             | 45  | 2  | 12  | 14  | 30  | —  | — | —  | —  | —  |
| 1998/1999       | AIK                     | SEL             | 47  | 9  | 14  | 23  | 36  | —  | — | —  | —  | —  |
| 1999/2000       | AIK                     | SEL             | 42  | 7  | 15  | 22  | 20  | —  | — | —  | —  | —  |
| 2000/2001       | AIK                     | SEL             | 50  | 10 | 18  | 28  | 28  | 5  | 0 | 0  | 0  | 8  |
| 2001/2002       | New York Islanders      | NHL             | 62  | 3  | 16  | 19  | 38  | 5  | 0 | 0  | 0  | 2  |
| 2001/2002       | Bridgeport Sound Tigers | AHL             | 9   | 0  | 2   | 2   | 2   | —  | — | —  | —  | —  |
| 2002/2003       | Pittsburgh Penguins     | NHL             | 61  | 7  | 34  | 41  | 50  | —  | — | —  | —  | —  |
| 2003/2004       | Pittsburgh Penguins     | NHL             | 80  | 16 | 36  | 52  | 38  | —  | — | —  | —  | —  |
| 2004/2005       | SK Södertälje           | SEL             | 50  | 7  | 18  | 25  | 46  | 9  | 1 | 0  | 1  | 6  |
| 2005/2006       | Pittsburgh Penguins     | NHL             | 33  | 5  | 5   | 10  | 52  | —  | — | —  | —  | —  |
| 2005/2006       | Edmonton Oilers         | NHL             | 22  | 1  | 3   | 4   | 24  | 12 | 0 | 2  | 2  | 10 |
| 2006/2007       | HC Lugano               | NLA             | 44  | 3  | 26  | 29  | 90  | 5  | 1 | 6  | 7  | 8  |
| 2007/2008       | Edmonton Oilers         | NHL             | 29  | 1  | 4   | 5   | 40  | —  | — | —  | —  | —  |
| 2007/2008       | Columbus Blue Jackets   | NHL             | 19  | 2  | 7   | 9   | 12  | —  | — | —  | —  | —  |
| 2008/2009       | AIK                     | Allsv           | 38  | 9  | 23  | 32  | 68  | 10 | 1 | 8  | 9  | 12 |
| 2009/2010       | AIK                     | Allsv           | 42  | 9  | 23  | 32  | 74  | 10 | 2 | 7  | 9  | 10 |
| 2010/2011       | AIK                     | SEL             | 50  | 6  | 10  | 16  | 36  | 8  | 0 | 4  | 4  | 0  |
| 2011/2012       | AIK                     | SEL             | 46  | 8  | 18  | 26  | 38  | 11 | 2 | 1  | 3  | 8  |
| 2012/2013       | AIK                     | SEL             | 6   | 0  | 3   | 3   | 6   | —  | — | —  | —  | —  |
| Łącznie w SEL   | Łącznie w SEL           | Łącznie w SEL   | 466 | 62 | 120 | 182 | 336 | 40 | 3 | 6  | 9  | 28 |
| Łącznie w Allsv | Łącznie w Allsv         | Łącznie w Allsv | 95  | 18 | 51  | 69  | 156 | 20 | 3 | 15 | 18 | 22 |
| Łącznie w Div.1 | Łącznie w Div.1         | Łącznie w Div.1 | 33  | 1  | 4   | 5   | 26  | —  | — | —  | —  | —  |
| Łącznie w NHL   | Łącznie w NHL           | Łącznie w NHL   | 306 | 35 | 105 | 140 | 254 | 17 | 0 | 2  | 2  | 12 |
| Łącznie w AHL   | Łącznie w AHL           | Łącznie w AHL   | 9   | 0  | 2   | 2   | 2   | —  | — | —  | —  | —  |
| Łącznie w NLA   | Łącznie w NLA           | Łącznie w NLA   | 44  | 3  | 26  | 29  | 90  | 5  | 1 | 6  | 7  | 8  |

### Reprezentacyjne
| Rok               | Drużyna           | Turniej           | Miejsce           |    | M | G  | A  | Pkt | Min |
| ----------------- | ----------------- | ----------------- | ----------------- | -- | - | -- | -- | --- | --- |
| 1993              | Szwecja U-18      | MEJ               |                   | 6  | 2 | 3  | 5  | 4   |     |
| 1994              | Szwecja U-20      | MŚJ               |                   | 7  | 5 | 0  | 5  | 4   |     |
| 1995              | Szwecja U-20      | MŚJ               |                   | 5  | 2 | 2  | 4  | 4   |     |
| 2003              | Szwecja           | MŚ                |                   | 9  | 1 | 3  | 4  | 0   |     |
| 2004              | Szwecja           | PŚ                | 5                 | 2  | 0 | 0  | 0  | 0   |     |
| 2004              | Szwecja           | MŚ                |                   | 9  | 4 | 2  | 6  | 6   |     |
| 2007              | Szwecja           | MŚ                | 4                 | 9  | 1 | 8  | 9  | 14  |     |
| 2009              | Szwecja           | MŚ                |                   | 8  | 2 | 1  | 3  | 16  |     |
| Razem jako junior | Razem jako junior | Razem jako junior | Razem jako junior | 18 | 9 | 5  | 14 | 12  |     |
| Razem jako senior | Razem jako senior | Razem jako senior | Razem jako senior | 37 | 8 | 14 | 22 | 36  |     |

## Sukcesy

### Zawodnicze
AIK
- Awans do Elitserien: 1994, 2010

Edmonton Oilers
- Finał Pucharu Stanleya: 2006

Reprezentacyjne
- Wicemistrzostwo świata: 2003, 2004
- 3. miejsce na mistrzostwach świata: 2009
- Wicemistrzostwo świata juniorów: 1994
- 3. miejsce na mistrzostwach świata juniorów: 1995
- Mistrzostwo Europy juniorów: 1993

### Indywidualne
- Najlepszy obrońca mistrzostw świata: 2004
- Drużyna Roku Pittsburgh Penguins Dekady (lata 2000–2009): 2010

## Życie prywatne
Dick Tärnström ma syna Olivera (ur. 2002), który również jest hokeistą grającym na pozycji napastnika (centra), zawodnika BK Rögle, który w 2020 roku został wybrany przez New York Rangers w drafcie NHL w 3. rundzie z numerem 92.